# Filaret (Tichonow)
Filaret, imię świeckie Jewgienij Jurjewicz Tichonow (ur. 24 lutego 1981 r. w Dmitrowie) – rosyjski biskup prawosławny.

## Życiorys
W 2004 r. ukończył studia na Międzynarodowym Uniwersytecie Przyrody, Społeczeństwa i Człowieka "Dubna". Następnie przez trzy lata kontynuował naukę na studiach doktoranckich, którzy ostatecznie nie ukończył. W 2007 r. wstąpił do seminarium duchownego w Kołomnie. Podczas nauki, 9 marca 2011 r. został postrzyżony na mnicha przez metropolitę krutickiego i kołomińskiego Juwenaliusza, przyjmując imię zakonne Filaret na cześć metropolity moskiewskiego i kołomieńskiego Filareta. 13 marca 2011 r. w cerkwi Tichwińskiej Ikony Matki Bożej w Kołomnie został wyświęcony na hierodiakona przez biskupa możajskiego Grzegorza, natomiast 26 kwietnia 2011 r. przyjął święcenia kapłańskie z rąk metropolity krutickiego i kołomieńskiego Juwenaliusza, w soborze Objawienia Pańskiego w kompleksie monasteru Staro-Gołutwińskiego. W maju 2011 r. został skierowany do służby duszpasterskiej w cerkwi Trzech Świętych Hierarchów przy seminarium duchownym w Kołomnie.
W latach 2012-2015 był asystentem prorektora seminarium duchownego w Kołomnie ds. pracy wychowawczej, od października 2015 do 2017 był prorektorem ds. pracy wychowawczej. Równocześnie w latach 2013-2018 zaocznie studiował na Moskiewskiej Akademii Duchownej. W latach 2017-2020 był wykładowcą, następnie do 2023 r. starszym wykładowcą. W 2023 r. przez kilka miesięcy był również kierownikiem duchownym wspólnoty monastycznej, jaka powstała przy seminarium w Kołomnie.
27 grudnia 2023 r. Święty Synod Rosyjskiego Kościoła Prawosławnego nominował go na biskupa bakijskiego i azerbejdżańskiego. W związku z tą nominacją 31 grudnia 2023 r. otrzymał godność archimandryty. Ostatecznie archimandryta Filaret nigdy nie objął katedry bakijskiej, natomiast 12 marca 2024 r. otrzymał nową nominację na biskupa kołpaszewskiego i strieżewskiego. Jego chirotonia biskupia odbyła się 31 marca 2024 r. w cerkwi św. Włodzimierza w Moskwie-Tuszynie pod przewodnictwem patriarchy moskiewskiego i całej Rusi Cyryla.